# Dafni-Ymittos
Dafni-Ymittos (tiếng Hy Lạp: ?) là một khu tự quản ở vùng Attiki, Hy Lạp. Khu tự quản Dafni-Ymittos có diện tích 2 km², dân số theo điều tra ngày 18 tháng 3 năm 2001 là 36804 người.